# بيتر ألتنبرج
بيتر ألتنبرج (بالألمانية: Peter Altenberg)‏ (9 مارس 1859 – 8 يناير 1919) كان كاتب وشاعر من فيينا في النمسا. أدى ألتنبرج دورًا رئيسيًا في نشأة حركة الحداثة في فيينا.

## روابط خارجية
- بيتر ألتنبرج على موقع ميوزك برينز (الإنجليزية)
- بيتر ألتنبرج على موقع ديسكوغز (الإنجليزية)